# Burg Bärenburg (Ramsbach)
Die Ruine Bärenburg ist die Ruine einer Spornburg westlich von Ramsbach, einem Stadtteil von Oppenau, im Ortenaukreis in Baden-Württemberg. Sie liegt auf einem steil abfallenden Bergvorsprung am westlichen Talrand des Flusses Rench bei rund 450 Meter über NN.

## Geschichte
Die Burg wurde im 12. Jahrhundert von den Grafen von Freiburg erbaut und 1307 erstmals erwähnt. Weitere Besitzer waren die Herren von Bärenbach und die Bischöfe von Straßburg. Nach 1470 ist die Burg verfallen. Von der ehemaligen Burganlage sind nur noch 2 Meter hohe Mauerreste vorhanden. Der Bergfried hatte eine Grundfläche von 7,5 mal 7,5 Meter und eine Mauerstärke von 1,7 bis 2,2 Meter.